# 利珀內什蒂鄉
45°3′N 26°1′E / 45.050°N 26.017°E
利珀內什蒂鄉（羅馬尼亞語：Comuna Lipănești, Prahova），是羅馬尼亞的鄉份，位於該國中南部，由普拉霍瓦縣負責管轄，面積18平方公里，海拔高度222米，2007年人口5,227，人口密度每平方公里289人。